# Colonia Pictorilor Baia Mare
Centrul de Artă Contemporană Colonia Pictorilor este o instituție publică de cultură cu personalitate juridică, înființată prin Hotărârile Consiliului Local nr. 60/2022 și 61/2022. Centrul de Artă Contemporană Colonia Pictorilor desfășoară activități culturale specifice Artelor Vizuale și domeniilor conexe având parteneri instituții culturale din țară și străinătate și colaboratori artiști profesioniști de marcă din România, Ungaria, Ucraina, Republica Moldova, Polonia, Slovacia, Italia, Cehia, Franța, Statele Unite ale Americii.

## Fondarea Coloniei de Pictură de la Baia Mare
Când se vorbește despre coloniile de artă și școlile de artă fondate pe teritoriul european, trebuie menționat faptul că majoritatea activităților au început în cea de-a doua jumătate a secolului XIX și continuă până în prima jumătate a secolului XX. Această perioadă este marcată de prezența subiectivismului începutului creativ al artistului. Ideea de romantism ocupă spațiul artistic, devenind mai amplă din punct de vedere social iar arta nu mai este elitistă. Ideile revoluționare ale școlii Barbizon, iar apoi ale impresioniștilor aduc noi abordări în selectarea modalităților grafice și metodologice, alcătuind o platformă pentru evenimentele și modificările ulterioare în ceea ce privește scopul cultural al Europei. Coloniile de artă își găsesc nișa pentru a contrabalansa axioma academică ortodoxă. Astfel de studio-uri se răspândesc în centrele de artă din Europa în cea de-a doua parte a secolului XIX: în Paris – academia Jullian și Calaroși, în Munchen - școala Anton Azbe și Simon Hollósy. 
Situat la poalele Gutinului, cu deschidere spre șes, micul oraș minier Baia Mare a fost necunoscut publicului mai larg până la sfârșitul secolului XIX. Atmosfera unică a zonei i-a determinat pe cei doi tineri pictori băimăreni (István Réti și János Thorma) să aibă fericita inspirație de a organiza, în această locație care se bucură de condiții speciale de lumină, practica de vară a Școlii Hollósy din München. Thorma, care doar a crescut la Baia Mare și Réti, născut aici, și-au pornit cariera artistică cu perspective internaționale ca învățăcei la Școala Liberă de Artă înființată de Simon Hollósy, care la rândul său era maramureșean.
Este important de menționat că reușita întemeierii unei colonii cu caracter internațional s-a datorat pe de o parte faptului că printre membrii școlii lui Hollósy se numărau reprezentanții mai multor națiuni (maghiari, germani, ruși, polonezi, un elvețian, un american, un englez din Calcutta), iar pe de altă parte, faptului că alături de ei a venit la Baia Mare și un grup de tineri pictori deja formați, buni prieteni ai lui Hollósy la München. Ei, și anume Károly Ferenczy, István Réti, János Thorma, Iványi Grünwald Bélla, Oszkár Glatz au format  generația fondatoare a coloniei de pictură de la Baia Mare.

## Primii ani, perioada lui Hollósy (1896–1901)
Evenimentele primilor șase ani au fost determinate de prezența lui Hollósy și a școlii sale. În anii petrecuți la Baia Mare Hollósy a pictat puțin. 
Între 1896-1901, sub conducerea lui Hollósy a funcționat Școala de vară, la care au participat 237 de artiști din Austria, Australia, Cehia, Danemarca, Elveția, Germania, India, Lituania, Polonia, România, Rusia, Serbia, Slovacia, Spania, Ucraina, Ungaria, S.U.A (Dr. Marius Porumb – Membru titular al academiei Române). 
Cei mai importanți artiști veniți cu Hollósy sau imediat după el, Károly Ferenczy, János Thorma, István Réti, Béla Iványi Grünwald, Oszkár Glatz și István Csók au continuat un timp să picteze în maniera müncheneză, și numai încetul cu încetul, în decursul primilor ani au trecut la o nouă viziune artistică, bazată pe observarea directă a naturii, ferindu-se totuși de respectarea cu strictețe a doctrinei naturiste. Au început să picteze tot mai multe compoziții în aer liber, care cercetau posibilitatea reprezentării unitare într-o singură imagine a figurii umane și a mediului natural înconjurător.
În această perioadă numărul pictorilor care lucrau vara la Baia Mare oscila între 60 și 90. Școala funcționa în aer liber, sau pe timp ploios într-un șopron de lemn, dotat cu geamuri mari și instalat în parcul orașului. Odată cu școala lui Hollósy au venit în oraș tineri de naționalitate diferită, maghiari, germani, ruși, americani, ș.a.. Artiștii români au fost reprezentați de brăileanul Arthur Garguromin Verona și un an mai târziu de bucureșteanul Bazil Ravici.

## Fondarea Școlii libere de pictură și a Societății Pictorilor Băimăreni (1902–1918)
În vara anului 1902, Ferenczy, Thorma, Réti și Iványi-Grünwald au întemeiat Școala liberă de pictură de la Baia Mare, care a marcat în istoria coloniei, începutul unei perioade deosebit de rodnice. Până în 1910, școala funcționa numai vara în șoproanele din parc construite de către conducerea orașului pentru Hollósy. La început cei patru profesori corectau în paralel, elevii având posibilitatea alegerii îndrumătorului. Nu se plătea taxă ci doar o contribuție pentru angajarea modelelor. Profesorii lucrau gratis. După 1911, când în urma unei lungi tergiversări s-a construit clădirea școlii și câteva ateliere, instruirea tinerimii a continuat și în timpul iernii. Obiceiul corectării în paralel a fost însă repede abandonat, în parte din cauza angajării lui Ferenczy în 1906 la Academia de Arte Plastice din Budapesta, în parte din cauza călătoriilor mai lungi de studiu întreprinse de profesorii școlii, acasă rămânănd să corecteze, pe rând, căte unul sau doi dintre maeștrii fondatori. Cursurile de vară au fost în continuare deosebit de populare, cu toate că numărul elevilor veniți din străinătate a scăzut considerabil față de perioada lui Hollósy. De exemplu în anul 1906, în registrul lui Réti au figurat 78 elevi, printre care se numărau și pictorii deja formați, care nu mai aveau nevoie, ba de multe ori chiar se opuneau îndrumării venite din partea profesorilor.

## Sciziunea din 1909
Anul 1909 a zguduit din temelie viața coloniei, dat fiind că Béla Iványi Grünwald a acceptat invitația orașului Kecskemét de a înființa acolo o nouă colonie de artă și în 1911, împreună cu mai mulți elevi și prieteni, printre care Perlrott-Csaba Vilmos și la început și András Mikola, a părăsit orașul Baia Mare. Colonia de la Kecskemét a însemnat apariția unei viziuni noi în pictura maghiară de după 1910.
Plecarea lui Iványi și lipsa tot mai simțitoare a lui Ferenczy, ocupat ca și profesor al Academiei de arte plastice din Budapesta, a însemnat o pierdere sesizabilă, având însă, în același timp, și câteva efecte pozitive. Pe de o parte, orașul, speriat că va rămâne fără colonia de pictură, s-a apucat să construiască atelierele promise de ani de zile și astfel, mai mulți tineri au primit ateliere personale. În vara anului 1911 a fost terminat și noul edificiu al școlii libere de pictură iar în clădirile coloniei s-a introdus iluminarea electrică. Pe de altă parte, după o perioadă de doi, trei ani (1909-1911), ce a fost marcată de conflicte interioare, iscate între câțiva tineri în frunte cu Tibor Boromisza și „bătrânii” generaței fondatoare, pictorii rămași la Baia Mare, simțind nevoia unui cadru instituțional capabil să-i reprezinte, au înființat în 1911 Societatea Pictorilor Băimăreni. În anul 1913, Societatea a fost recunoscută ca și persoană juridică de către autoritățile maghiare și în anul 1924 de cele românești. Importanța ei s-a manifestat în anii de după război, când autonomia coloniei a putut fi salvată tocmai datorită acestui act juridic.
Izbucnirea primului război mondial, la sfârșitul căruia prima etapă a coloniei, pe care o putem numi etapa maghiară, va lua sfârșit.
Imediat după terminarea războiului, în vara anului 1919, Thorma a invitat elevii academiilor de bele arte din București și Iași să facă practica de vară în colonie, ceea ce a condus la creșterea considerabilă a numărului elevilor români. Thorma a rămas președintele Societății Pictorilor Băimăreni până în anul 1927, continuând să lucreze la Baia Mare până la moartea sa, survenită zece ani mai târziu.
După 1919,  mai exact după 1920, în urma tratatului de la Trianon prin care și orașul Baia Mare a devenit parte componentă a României, în istoria Coloniei de pictură și a Școlii libere a început o nouă etapă, care cu multe succese și greutăți ține până în zilele noastre.

## Dezvoltarea infrastructurii artistice a Coloniei Pictorilor din Baia Mare după 1968
O importantă etapă în ceea ce privește evoluția construcțiilor din cadrul coloniei s-a desfășurat în perioada de după anul 1968, când se proiectează și se construiesc 2 noi corpuri de clădire (P și P+l) cu 6 ateliere de creație pentru Galeriile de Artă ale Fondului Plastic Baia Mare în incinta coloniei. Construcțiile urmau să fie amplasate pe terenul liber, retras față de stradă, în adâncime, pe o suprafață fără plantații înalte (evitând astfel distrugerea plantației existente) din strada Victoriei nr. 19-21. Accesul la etaj urma să se realizeze printr-o scară exterioară acoperită și cu parapete pentru protecția împotriva zăpezii. Atelierele de sculptură de la parter au fost prevăzute cu o ușă-fereastră, cu legătură directă cu exteriorul, printr-o rampă, pentru manevrarea obiectelor de dimensiuni mari. Propunerea de mărire a suprafeței cu încă 2 ateliere s-a soluționat prin proiectarea clădirii cu parter, cu posibilități de supraetajare în viitor. Arhitectura corpului de clădire P+l era identică cu cea a clădirii cu parter, aceasta din urmă fiind proiectată pe un singur nivel. Tot în această etapă se extinde atelierul de studiu cu lumină zenitală și transformarea acestui edificiu în galerie de artă.
În anul 2012, dezvoltarea acestui sit a continuat prin realizarea unui spațiu-interfață, a unui punct de informare-magazin, urmărindu-se o mai bună relaționare cu publicul și cu exteriorul curții coloniei.

### Reabilitarea și revitalizarea Coloniei Pictorilor din Baia Mare
Timp de un secol acest loc a primit artiști care trăiau și creau aici, dar nu a existat niciodată un proiect care să salveze acest patrimoniu. Proiectul de reabilitare, coordonat de arhitectul Ștefan Paskucz si Laura Teodora Ghinea, artist plastic si manager cultural, propune astfel o versiune contemporană, care reunește trecutul cu prezentul si viitorul. Proiectul a inceput in anul 2011, iar santierul s-a desfășurat pe perioada 19 februarie 2015 – 30 octombrie 2017.
Dată fiind calitatea de monument istoric al ansamblului se propune o variantă de restaurare și reabilitare care să pună în evidență procesul evolutiv al centrului artistic, punând accent asupra continuității.  Argumente pentru această abordare sunt etapele successive de edificare adaptate posibilităților și necesităților fiecărei perioade cu începere din anul 1900 până în prezent.
Prin extindere, supraetajare și mansardare, această variantă sporește numărul atelierelor existente, îmbunătățește calitatea acestora și reconfigurează, diversifică si mărește spațiul expozitional.
Reabilitarea și revitalizarea Coloniei reprezintă practic revigorarea unui veritabil brand cultural al orașului. Se vor crea spațiile expoziționale generoase, va crește numărul de ateliere, se va crea un ambient propice organizării de evenimente cultural-artistice pentru băimăreni și invitații lor  din țară și din străinătate.
Astăzi, abia finalizata reabilitare și restaurare a complexului de arhitectură Colonia Pictorilor reprezintă dorința de conservare a acestui spațiu de referință pentru istoria Centrului Artistic Baia Mare, dar totodată și un mod de omagiere a înaintașilor.

## Descrierea Ansamblului „Colonia Pictorilor”
Ansamblul imobiliar „Colonia Pictorilor” cuprinde terenul pe care este amplasat ansamblul Colonia Pictorilor, Punctul de informare/documentare, Galeria Hollósy precum și 28 de studiouri de creație pentru artiști. Complexul de clădiri este încadrat în Lista Monumentelor Istorice 2015 la poziția 194, cu codul LMI MM-II-a-a-A04494.
Terenul pe care se află amplasat „Colonia Pictorilor” este proprietate publică a Municipiului Baia Mare, are o suprafață totală de 13417 mp.
Punctul de informare/documentare reprezintă un spațiu-interfață ce asigură accesul pietonal în incinta Coloniei Pictorilor și totodată asigură informarea publicului cu privire la manifestările planificate sau în derulare, publicațiile și periodicele de artă, produsele culturale și de promovare instituțională disponibile.
Galeria Hollósy – Spații expoziționale și administrative.
Studiourile de creație pentru artiști sunt amplasate în diferite pavilioane, precum Pavilionul Reti – Grünwalt, Pavilionul Thorma, Pavilionul Olos și Pavilionul Walter.
Cele 10 studiouri de creație pentru artiști plastici/vizuali situate în Pavilionul Reti – Grünwalt, sunt destinate artiștilsor profesioniști – membri ai asociațiilor și organizațiilor profesionale naționale și a subunităților și structurilor organizatorice ale acestora;
Cele 10 studiouri de creație pentru artiști plastici/vizuali situate Pavilionul Thorma sunt utilizate ca studiouri de creație, pentru o anumită perioadă de timp, în cadrul unor evenimente organizate de către autoritatea locală și structura de administrare a Coloniei Pictorilor, de către artiști plastici profesioniști, din țară sau din străinătate, invitați;
Cele 4 studiouri de creație pentru artiști plastici/vizuali situate în Pavilionul Olos sunt utilizate în activități de intreținere în tehnicile și tehnologiile artelor plastice și decorative de către structura de administrare a Coloniei Pictorilor;
Cele 4 studiouri de creație pentru artiști plastici/vizuali situate în Pavilionul Walter sunt utilizate în activități specifice pentru organizarea școlilor de vară, workshop-urilor, taberelor de creație, etc.